# Kermit Maynard
Pour les articles homonymes, voir Kermit et Maynard.
Kermit Maynard ou Tex Maynard est un acteur américain né à Vevay, dans l'Indiana, le 20 septembre 1897 et mort à North Hollywood (Los Angeles) le 16 janvier 1971. Il a joué dans plus de 300 films.

## Filmographie partielle
- 1930 : The Phantom of the West de D. Ross Lederman : Peter Drake
- 1935 : Code of the Mounted de Sam Newfield :  : Caporal Jim Wilson
- 1935 : Northern Frontier de Sam Newfield : George "Mack" Mackenzie
- 1936 : Wildcat Trooper d'Elmer Clifton : Sergent Gale Farrell
- 1939 : Henry Goes Arizona de Edwin L. Marin : : employé du ranch
- 1939 : Sous le ciel du Colorado (Colorado Sunset) de George Sherman
- 1941 : Texas, de George Marshall : cowboy au saloon
- 1941 : Billy le Kid le réfractaire (Billy the Kid), de David Miller : Thud Decker
- 1943 : The Phantom, de B. Reeves Eason : Drake
- 1944 : L'Aigle des sables (The Desert Hawk), de B. Reeves Eason : garde du Calife
- 1944 : Révolte dans la vallée (Roaring Guns) de Jean Negulesco : Barman Kingan
- 1946 : La Ville des sans-loi (Badman's Territory) de Tim Whelan : Carson
- 1949 : L'Homme de Kansas City (Fighting Man of the Plains) d'Edwin L. Marin : employé de Slattery (+ cascadeur)
- 1950 : Trail of Robin Hood de William Witney
- 1952 : Hellgate de Charles Marquis Warren
- 1953 : La Jolie Batelière (The Farmer Takes a Wife) d'Henry Levin
- 1956 : La Loi des armes (Gunslinger), de Roger Corman : Barfly
- 1962 : Le Prisonnier d'Alcatraz (Birdman of Alcatraz), de John Frankenheimer : Capitaine des gardes d'Alcatraz